# Tuffi ai campionati europei di nuoto 2024 - Trampolino 3 metri sincro femminile
La competizione del trampolino 3 metri sincro femminile ai campionati europei di nuoto di Belgrado 2024 si è svolta il 20 giugno 2024, presso l'Istituto serbo per lo sport e la medicina sportiva di Belgrado, in Serbia.
La finale si è svolta alle 15:30.

## Risultati
| Class   | Nazione       | Tuffatori                           | Punti | Punti | Punti | Punti | Punti | Punti  |
| Class   | Nazione       | Tuffatori                           | T1    | T2    | T3    | T4    | T5    | Totale |
| ------- | ------------- | ----------------------------------- | ----- | ----- | ----- | ----- | ----- | ------ |
| Oro     | Gran Bretagna | Desharne Bent-Ashmeil Amy Rollinson | 43.20 | 43.20 | 58.50 | 59.40 | 64.80 | 269.10 |
| Argento | Svezia        | Nina Janmyr Elna Widerström         | 42.60 | 42.00 | 58.59 | 62.10 | 53.46 | 258.75 |
| Bronzo  | Francia       | Naïs Gillet Juliette Landi          | 42.00 | 41.40 | 46.20 | 54.60 | 59.13 | 243.33 |
| 4       | Germania      | Lotti Hubert Jana Lisa Rother       | 45.60 | 36.60 | 53.10 | 56.70 | 50.40 | 242.40 |
| 5       | Ucraina       | Viktorija Kesar Hanna Pys'mens'ka   | 44.40 | 37.80 | 56.70 | 43.71 | 50.40 | 233.01 |
| 6       | Italia        | Matilde Borello Elettra Neroni      | 45.60 | 42.00 | 59.52 | 43.20 | 32.40 | 222.72 |
| 7       | Ungheria      | Estilla Mosena Eszter Kovács        | 34.80 | 36.60 | 43.92 | 50.22 | 46.20 | 211.74 |
| 8       | Georgia       | Mariami Shanidze Tekle Sharia       | 39.00 | 34.80 | 46.17 | 45.36 | 41.16 | 206.49 |